# Пиріг (слов'янська кухня)
Пиріг (півн.-саам. pirog; латис. pīrāgs; лит. pyragas; фін. piirakka; швед. pirog) — це випічка з тіста з солодкою або солоною начинкою . Страва поширена в  української кухні , східноєвропейських кухнях, слов'янських кухнях.
Назва походить від давнього праслов'янського слова пир, що означає «бенкет» або «свято».

## Форма
Пироги бувають різних форм: вони часто довгасті зі звуженими кінцями, але також можуть бути круглими або прямокутними. Вони можуть бути закритими або відкритими без скоринки зверху.

## Тісто
Пироги зазвичай готують із дріжджового тіста . 
Є також варіанти з пісочного або листкового тіста . У східнослов'янських мовах пиріг — це загальний термін, який позначає практично будь-який вид пирога, тістечка або кекса. Таким чином, карельський пиріг, єврейський книш або шарлотка вважаються видами пирогів у Східній Європі.

## Начинка
Начинка для пирогів може бути солодкою і містити домашній або зернений сир, фрукти, такі як яблука, сливи або різні ягоди, а також мед, горіхи або макове насіння. Солоні варіанти можуть складатися з м'яса, риби, грибів, капусти, рису, гречаної крупи або картоплі. В українській кухні пироги (а також їх менші варіанти — пиріжки) з солоною начинкою подають до прозорого борщу, бульйону або консоме.

## Типи
Деякі види пирогів відомі під різними назвами:
- Пиріжки, булочки індивідуального розміру, які можна їсти однією рукою[6];
- Маківник — рулет з маком, популярні в Центральній і Східній Європі, вважаються видами пирогів у Східній Європі;
- Карельський пиріг — невеличкий відкритий пиріг з житнього тіста;
- Ватрушка, невеликий солодкий пиріг, популярний у всіх східнослов'янських кухнях, сформований у вигляді кільця з тіста з домашнім сиром посередині [9]. Подібна західнослов'янська випічка, така як чеський чи словацький колач, зазвичай має солодку начинку.

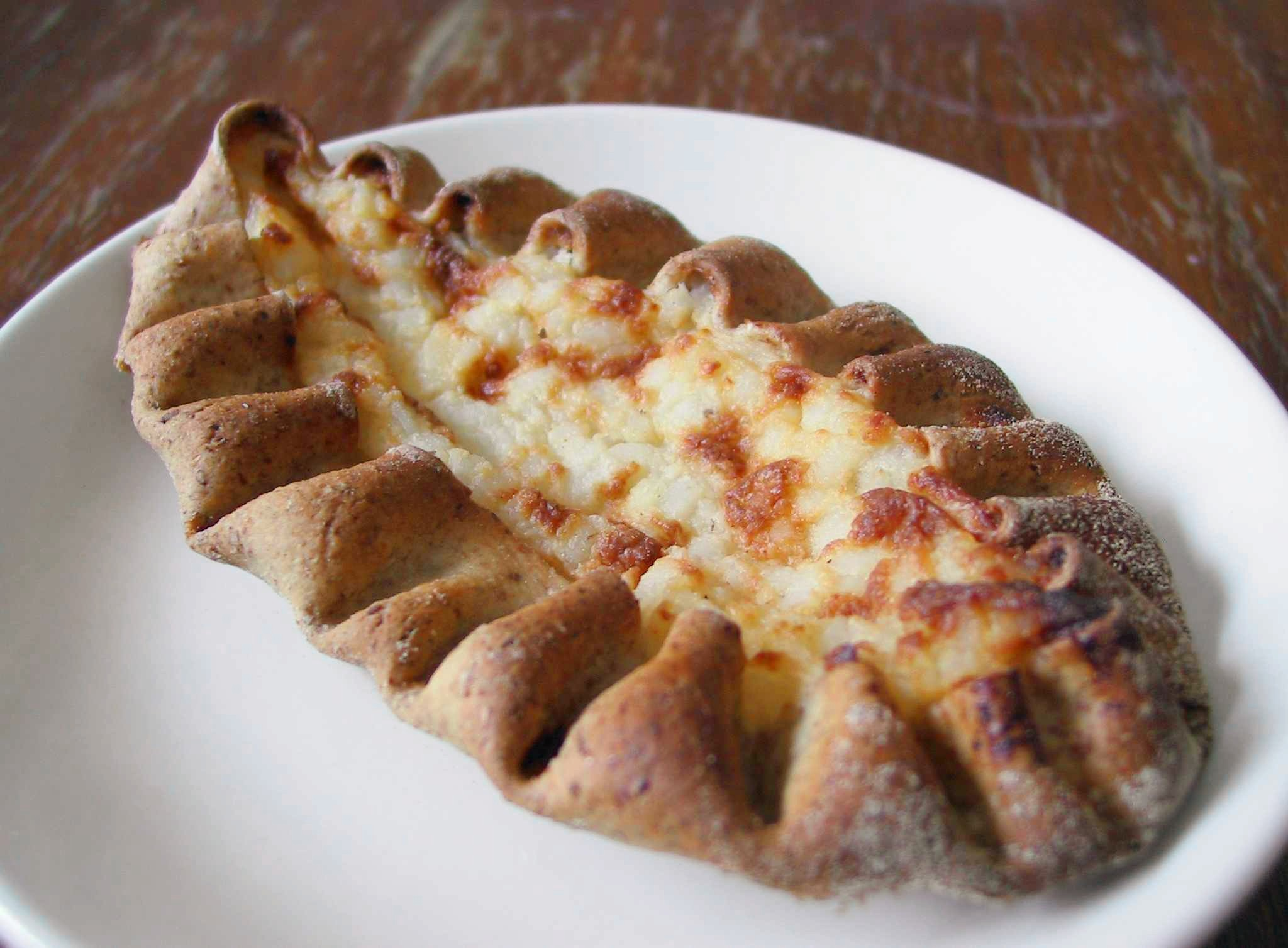
Карельський пиріг
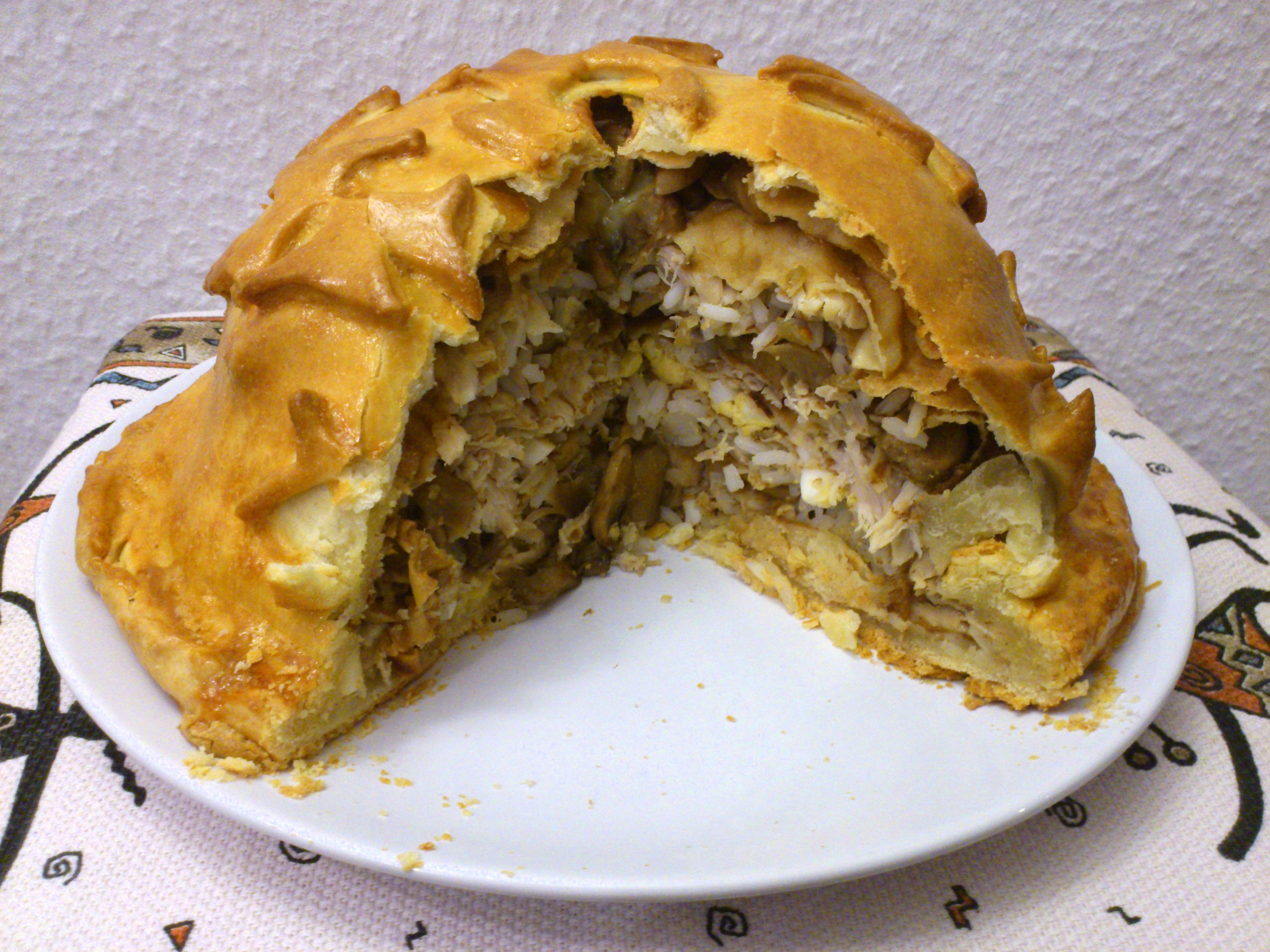
Курнік
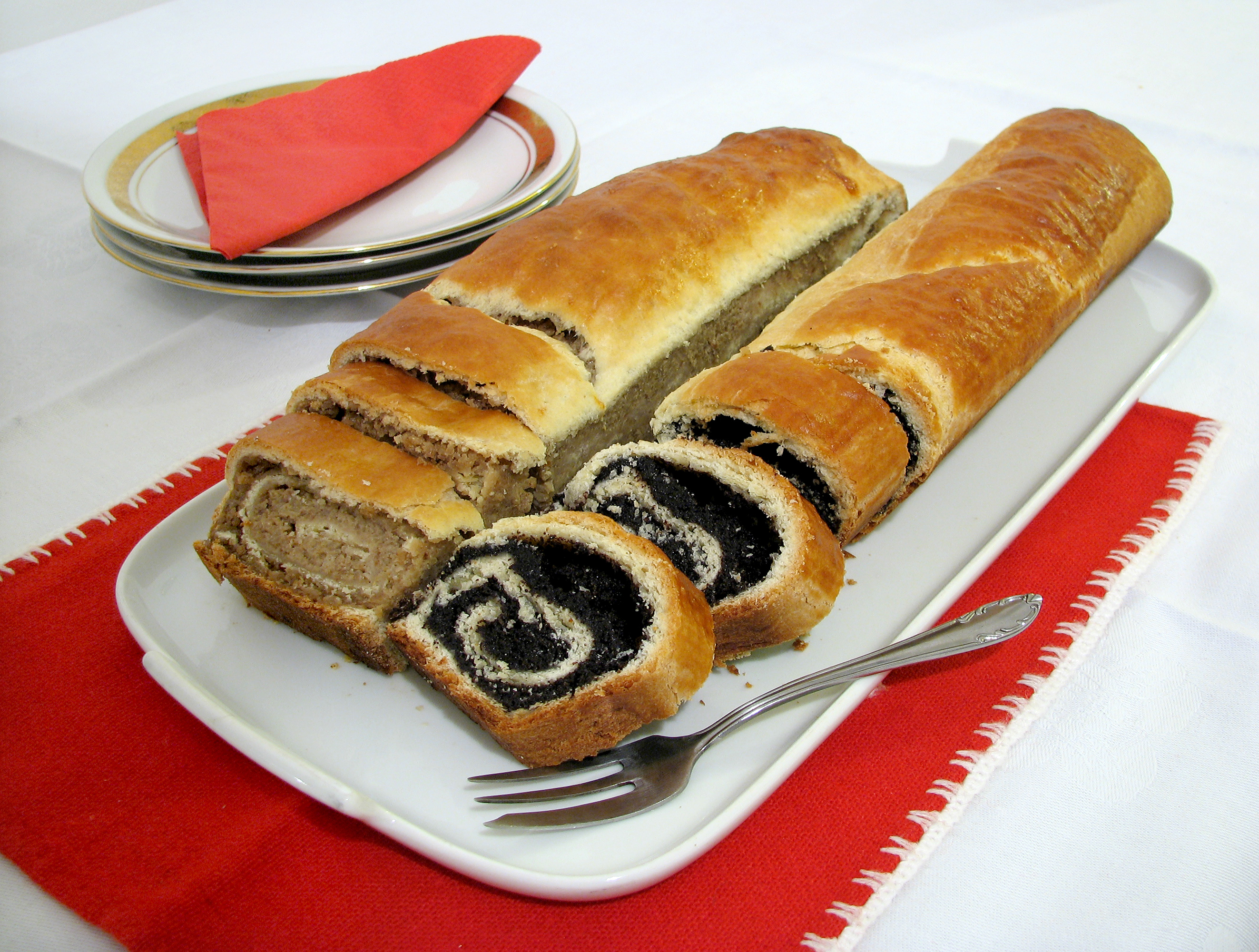
Маківник
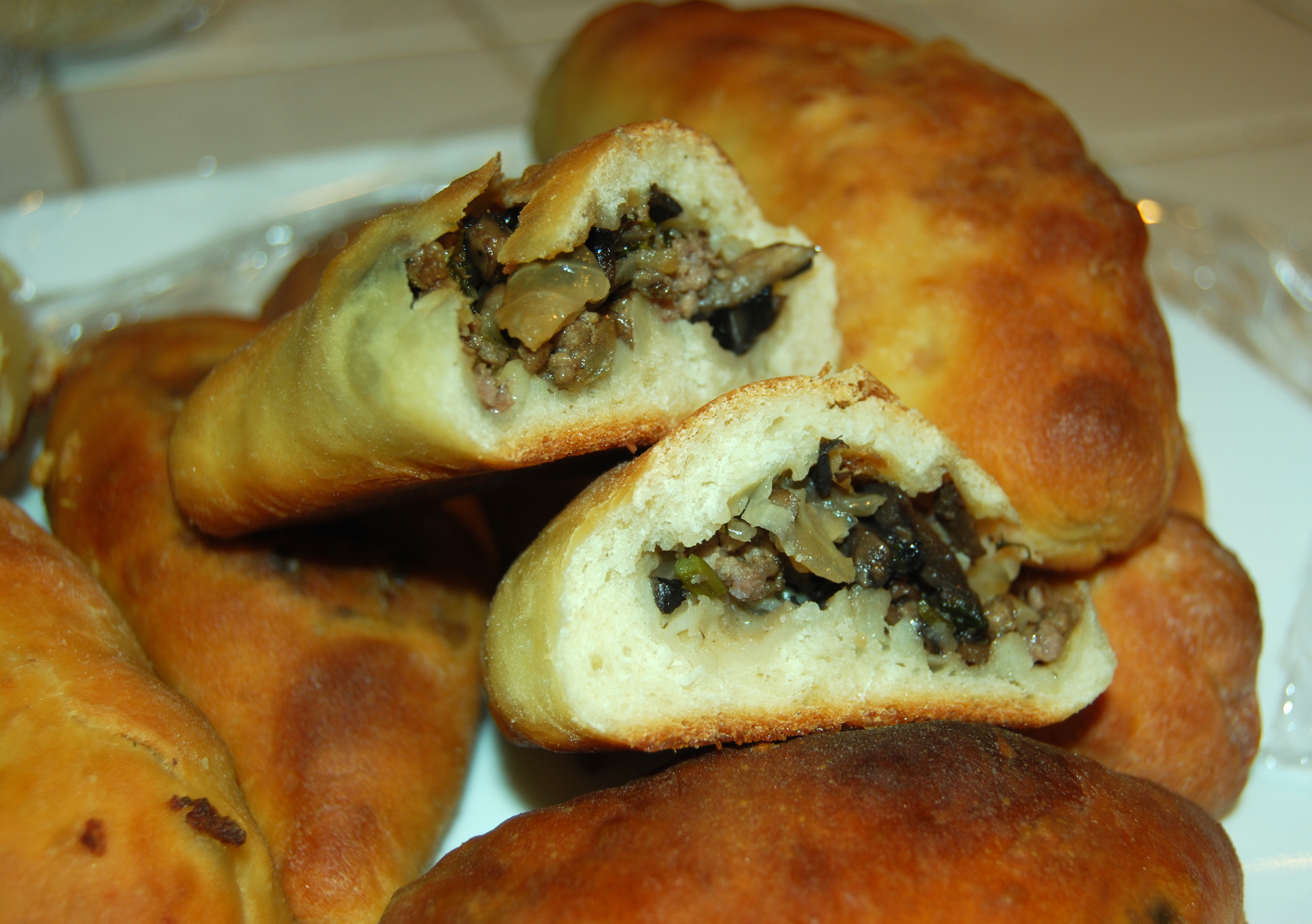
Пиріжки
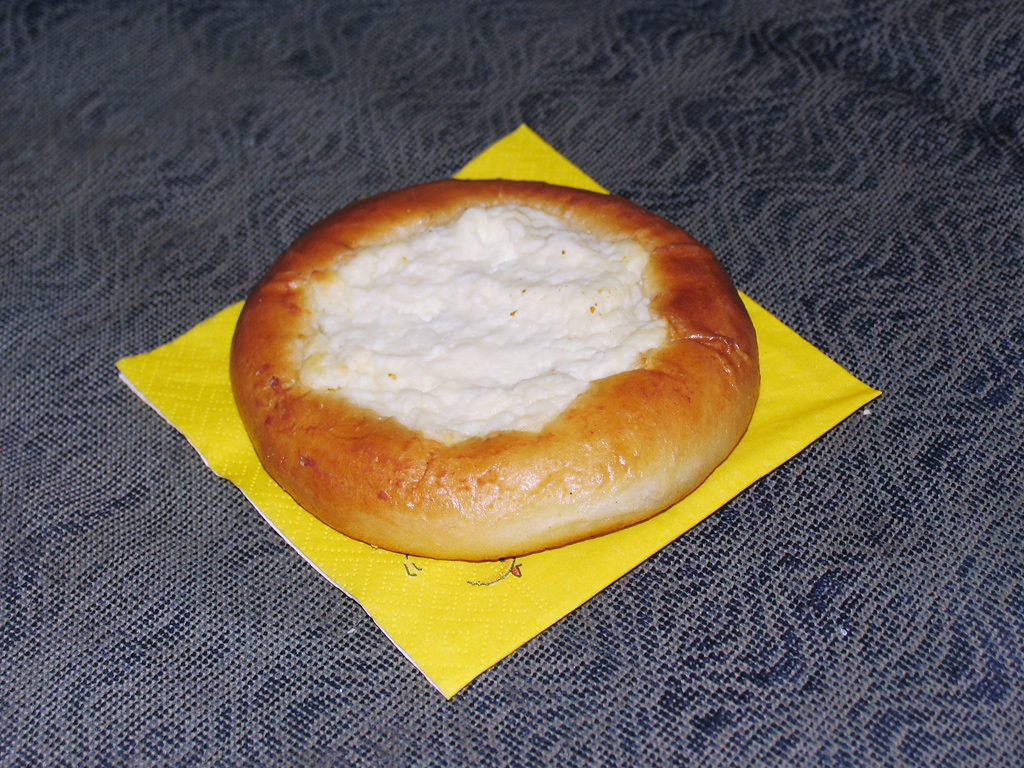
Ватрушка
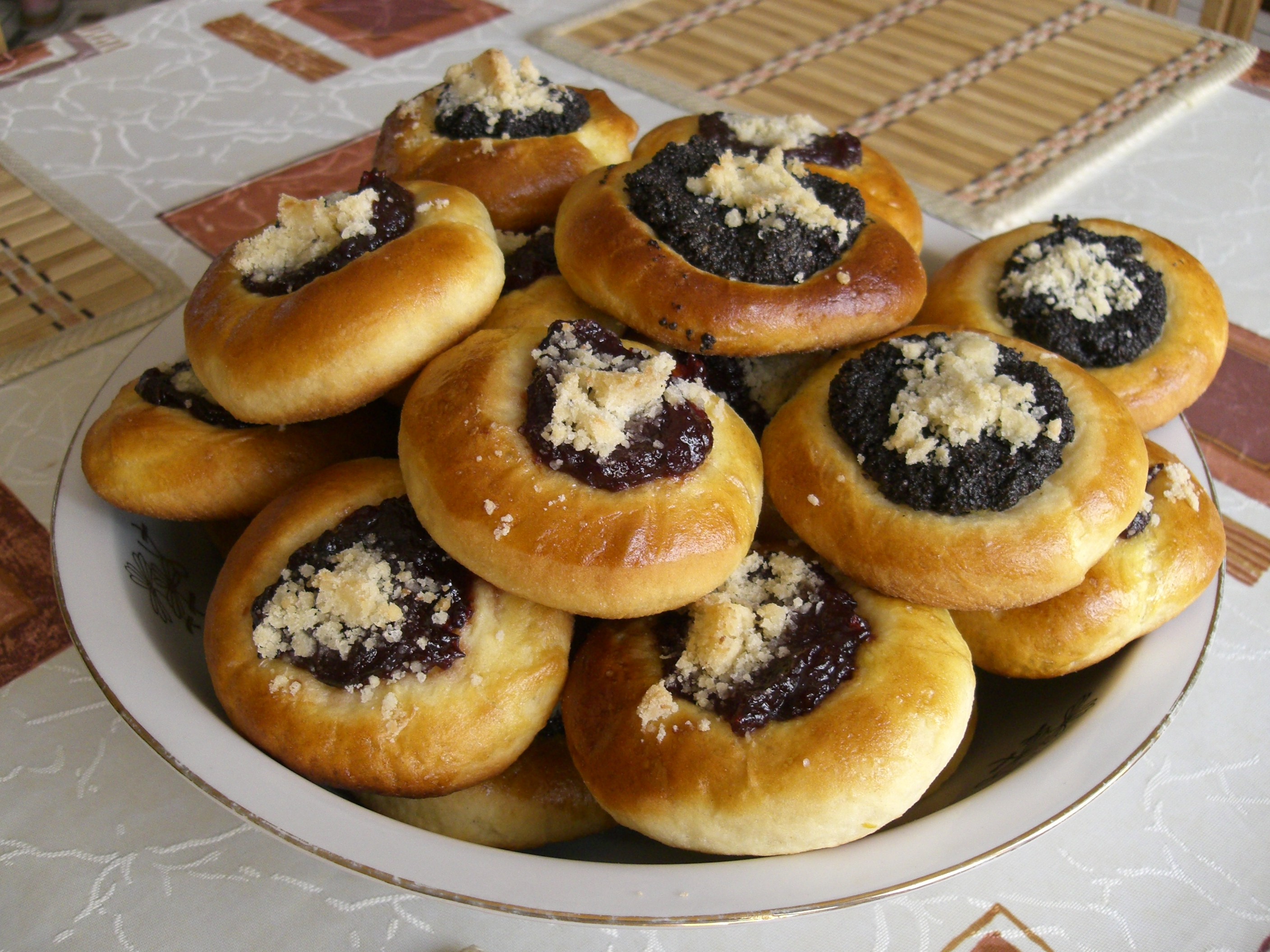
Колач
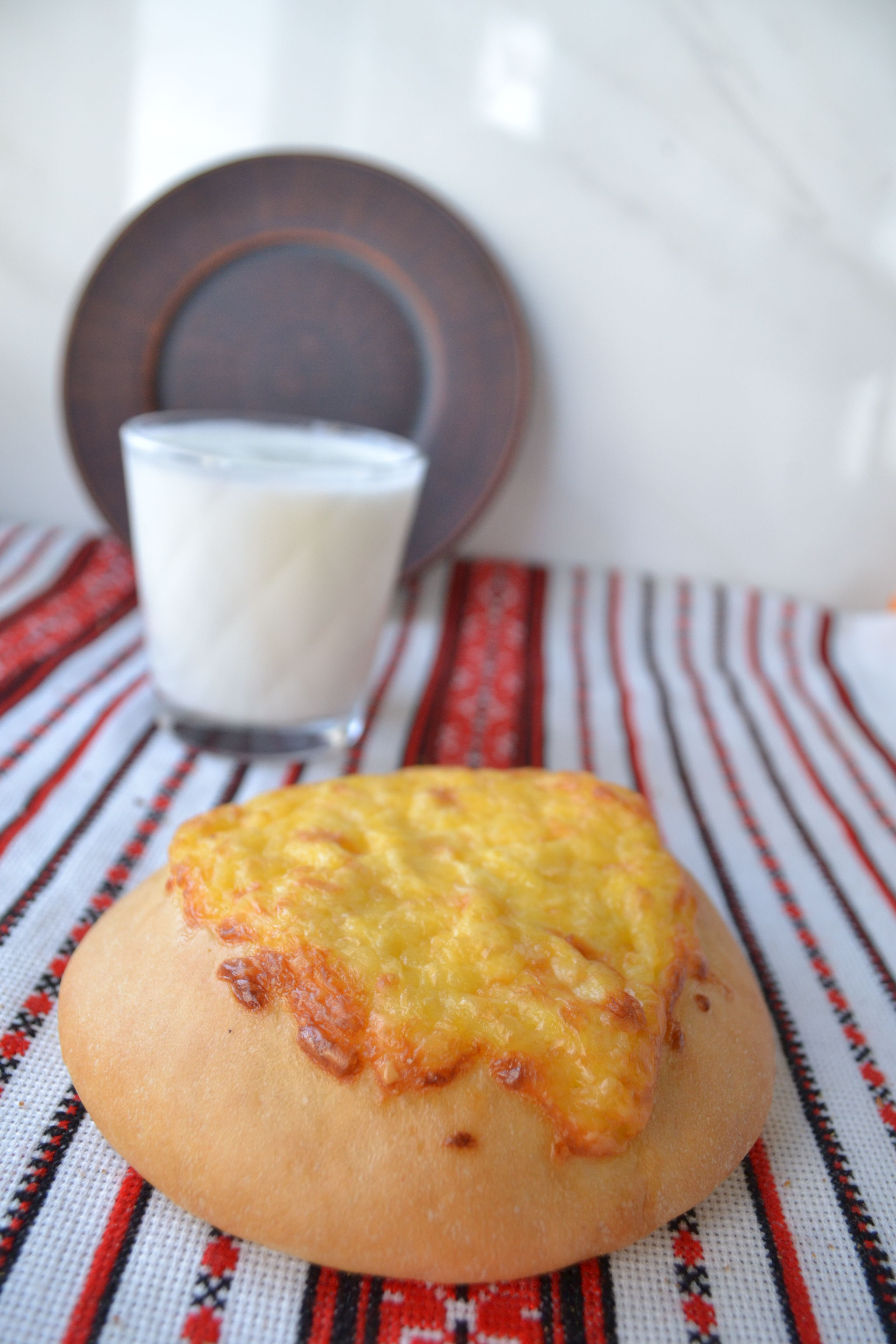
Паляничка сирна
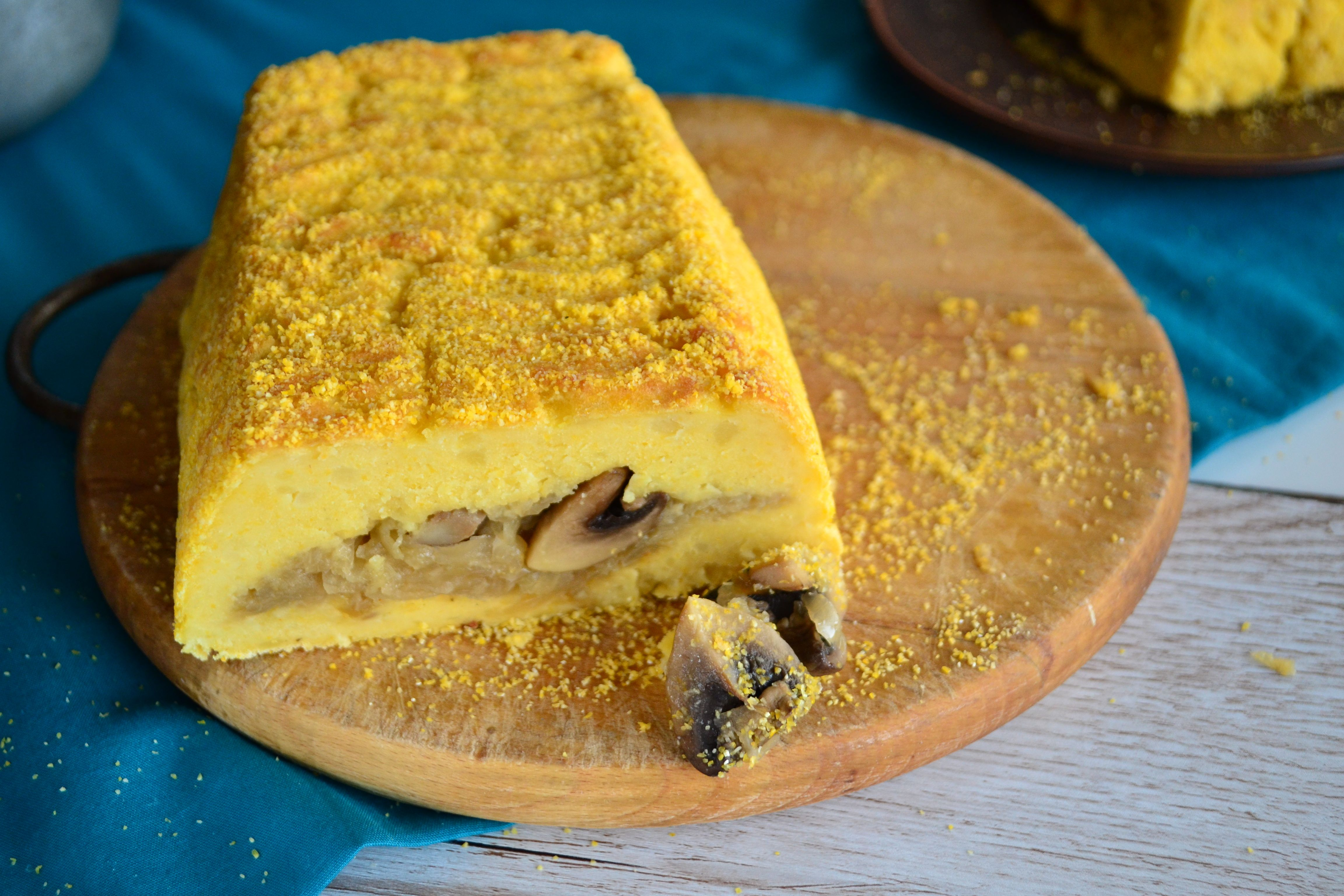
Вінницький лежень

## Дивись також
- Пиріг
- Бюрек
- Хачапурі
- Українська кухня
- Маківник